# 維州
維州（いしゅう）は、中国にかつて存在した州。唐代から北宋にかけて、現在の四川省理県一帯に設置された。

## 概要
618年（武徳元年）、唐が白苟羌を降すと、姜維故城に維州が置かれた。維州は定廉・金川の2県を管轄した。627年（貞観元年）、羌が叛くと、維州と2県は廃止された。628年（貞観2年）、生羌の首領の董屈占が維州を再び立てるよう請願すると、維州は再び設置され、州治を姜維城の東に移した。羈縻州として茂州に属した。665年（麟徳2年）、正式な州に進められた。まもなく叛いた。羌が降ると、また羈縻州となった。687年（垂拱3年）、また正式な州となった。742年（天宝元年）、維州は維川郡と改称された。758年（乾元元年）、維川郡は維州の称にもどされた。維州は剣南道に属し、薛城・小封の2県を管轄した。763年（広徳元年）、維州は吐蕃に占領された。831年（大和5年）、唐の西川節度使の李徳裕が吐蕃から維州を奪回した。ほどなく維州は再び吐蕃に占領された。849年（大中3年）、唐の西川節度使の杜悰が吐蕃から維州を奪回した。
1036年（景祐3年）、北宋により維州は威州と改称された。